# Gilead (Maine)
Pour les articles homonymes, voir Gilead.
Gilead est une ville américaine située dans le Comté d'Oxford, dans le Maine. Selon le recensement de 2020, sa population est de 209 habitants.